# Tournoi de tennis de Clemmons
Le tournoi de tennis de Clemmons (Caroline du Nord, États-Unis) est un tournoi de tennis masculin du circuit professionnel ATP organisé de 1971 à 1973 dans le parc Tanglewood (en).
L’événement faisait partie du circuit des Grand Prix, concurrent à cette époque du circuit World Championship Tennis.

## Palmarès

### Simple
| No | Date       | Nom et lieu du tournoi             | Catégorie | Dotation | Surface    | Vainqueur    | Finaliste         | Score         |  |
| -- | ---------- | ---------------------------------- | --------- | -------- | ---------- | ------------ | ----------------- | ------------- |  |
| 1  | 24-07-1971 | Tanglewood International, Clemmons |           | NC $     | Dur (ext.) | Jaime Fillol | Željko Franulović | 4-6, 6-4, 7-6 |  |
| 2  | 30-07-1973 | Tanglewood International, Clemmons |           | NC $     | Dur (ext.) | Bob Hewitt   | Andrew Pattison   | 3-6, 6-3, 6-1 |  |
| 3  | 12-08-1973 | Tanglewood International, Clemmons |           | NC $     | Dur (ext.) | Jaime Fillol | Gerald Battrick   | 6-2, 6-4      |  |

### Double
| No | Date       | Nom et lieu du tournoi             | Catégorie | Dotation | Surface    | Vainqueurs                      | Finalistes                     | Score    |  |
| -- | ---------- | ---------------------------------- | --------- | -------- | ---------- | ------------------------------- | ------------------------------ | -------- |  |
| 1  | 24-07-1971 | Tanglewood International, Clemmons |           | NC $     | Dur (ext.) | Jim McManus Jim Osborne         | Jeff Austin Jimmy Connors      | 6-2, 6-4 |  |
| 2  | 30-07-1973 | Tanglewood International, Clemmons |           | NC $     | Dur (ext.) | Bob Hewitt Andrew Pattison      | Jim McManus Jim Osborne        | 6-4, 6-4 |  |
| 3  | 12-08-1973 | Tanglewood International, Clemmons |           | NC $     | Dur (ext.) | Robert Carmichael Frew McMillan | Ismail El Shafei Brian Fairlie | 6-3, 6-4 |  |